# Grote Prijs Stad Geel
De Grote Prijs Stad Geel was sinds 1996 een eendaagse wegwielerwedstrijd, die jaarlijks werd gehouden in de provincie Antwerpen. De wedstrijd was van 2010 tot 2013 een UCI categorie 1.2 wedstrijd. 
In 2013 was de laatste editie, die door Yves Lampaert werd gewonnen.

## Uitslagen
| Year | Winnaar                | Tweede                 | Derde             |
| ---- | ---------------------- | ---------------------- | ----------------- |
| 1996 | Geert Omloop           | Christian Van Dartel   | Davy Baptist      |
| 1997 | Mathew Hayman          | Daniël van Elven       | Mikael Wranqvist  |
| 1998 | Andy Vidts             | Sven Nys               | Björn Leukemans   |
| 1999 | Peter Lernout          | Max Becker             | Marc Vlijm        |
| 2000 | Tom Boonen             | Kevin Proost           | Andy Cappelle     |
| 2001 | Ruud Verbakel          | Jeroen Goffin          | Marco Bos         |
| 2002 | Wouter Van Mechelen    | Pieter Ghyllebert      | Gert Steegmans    |
| 2003 | Steven Caethoven       | Dwight Desaever        | Kor Steenbergen   |
| 2004 | Steven Vanden Bussche  | Rik Kavsek             | Romain Fondard    |
| 2005 | Kevin Neirynck         | Kevin Van Den Eeckhout | Evert Verbist     |
| 2006 | Kevin Van Den Eeckhout | Frank Van Kuik         | Jurgen François   |
| 2007 | Gediminas Bagdonas     | Aidis Kruopis          | Maxime Vantomme   |
| 2008 | Joeri Clauwaert        | Bjorn Coomans          | Dieter Cappelle   |
| 2009 | Jens Keukeleire        | Gregory Joseph         | Joeri Clauwaert   |
| 2010 | Timothy Dupont         | Bjorn Meersmans        | Matthew Brammeier |
| 2011 | Sam Bennett            | Jonas Van Genechten    | Dries Depoorter   |
| 2012 | Tom Van Asbroeck       | Michael Van Staeyen    | Benjamin Verraes  |
| 2013 | Yves Lampaert          | Antoine Demoitié       | Tom Devriendt     |

Uitslagen